# Ernst Benz
Ernst Wilhelm Benz (* 17. November 1907 in Friedrichshafen; † 29. Dezember 1978 in Meersburg) war ein deutscher evangelischer Theologe und Kirchenhistoriker. Er lehrte in Marburg.

## Leben und Werk
Ernst Benz studierte zunächst klassische Philologie und Philosophie in Tübingen, Berlin und Rom. Er wurde 1925 Mitglied der Verbindung Normannia Tübingen (1934–35 Burschenschaft Normannia Tübingen in der DB). In Rom wurde er vor allem von Ernesto Buonaiuti geprägt. In Tübingen wurde er 1929 zum Dr. phil. promoviert. Im Anschluss studierte er 1929 bis 1931 an der Friedrich-Wilhelms-Universität zu Berlin Evangelische Theologie (u. a. bei Erich Seeberg) und erwarb im Februar 1931 den Grad eines Lic. Theol. Im selben Jahr habilitierte er sich für das Fach Kirchen- und Dogmengeschichte an der Universität Halle.
Nach der „Machtergreifung“ der Nationalsozialisten wurde er 1933 Mitglied der SA. 1935 erhielt er eine außerordentliche Professor an der Universität Marburg. Am 19. Juni 1937 beantragte er die Aufnahme in die NSDAP und wurde rückwirkend zum 1. Mai desselben Jahres aufgenommen (Mitgliedsnummer 5.438.431). Im selben Jahr wurde er zum ordentlichen Professor für Kirchen- und Dogmengeschichte sowie Geschichte der deutschen Mystik ernannt. Einen Ruf an die Universität Wien lehnte er ab. Im Zweiten Weltkrieg diente er als Divisionspfarrer, unter anderem in der Ukraine, und publizierte 1942 das Buch Die religiöse Lage in der Ukraine. Nach seiner Rückkehr aus der Kriegsgefangenschaft wurde er 1946 Direktor des Ökumenischen Seminars der Universität Marburg. Seit 1955 war Benz ein Mitglied des Wissenschaftlichen Beirates der Sachbuchreihe Rowohlts deutsche Enzyklopädie. 1965 wurde er in die American Academy of Arts and Sciences gewählt. 1973 wurde er emeritiert.
Benz gehörte im Jahr 1968 zusammen mit vielen anderen Professoren der Hochschule zu den maßgeblichen Initiatoren und Unterzeichnern des „Marburger Manifestes“, das eine akademische Front gegen die aufkommende Mitbestimmung und „Demokratisierung“ an den Hochschulen bildete.
Benz war ein unkonventioneller Forscher, der sich auch mit Themen befasste, die meist am Rande der klassischen Kirchen- und Dogmengeschichte bleiben. Er publizierte mehr als 50 Bücher und 500 Artikel. Einen Namen hat er sich vor allem mit seinen Studien zur deutschen Mystik und zu den Kirchen des Ostens gemacht.
Das bekannteste Buch ist eine 1975 unter dem Titel Beschreibung des Christentums erschienene „historische Phänomenologie“ des Christentums, in der Benz ein Gesamtbild seiner religiösen und sozialen Formen in Geschichte und Gegenwart zeichnet. Die Grundlage bilden die drei großen Konfessionsgruppen des katholischen, griechisch-orthodoxen und protestantischen Christentums (einschließlich der Freikirchen). Einbezogen werden aber auch Seitenformen wie der christliche Sozialismus, die Quäker, die Mormonen und das esoterische Christentum (Rosenkreuzer, Theosophen, Anthroposophen, Christengemeinschaft).
Benz erbte in Meersburg das Haus seines Vaters im Glaserhäusleweg 1. Er starb in Meersburg und wurde in Meersburg beerdigt.

## Veröffentlichungen (Auswahl)
- Ecclesia spiritualis. Kirchenidee und Geschichtstheologie der franziskanischen Reformation. Stuttgart 1934; Neuausgabe 1964 (über Joachim von Fiore).
- Rudolf Otto in seiner Bedeutung für die Erforschung der Kirchengeschichte. In: Zeitschrift für Kirchengeschichte. Band 56, 1937, S. 375–398.
- Die religiöse Lage in der Ukraine: Erlebnisbericht eines Divisionspfarrers. Karl Gleiser, Marburg 1942.
- Leibniz und Peter der Grosse. Der Beitrag Leibnizens zur russischen Kultur-, Religions- und Wirtschaftspolitik seiner Zeit. In: Leibniz zu seinem 300. Geburtstag. Berlin 1947.
- Franz von Baaders Gedanken über den „Proletair“. Zur Geschichte des vor-marxistischen Sozialismus. In: Zeitschrift für Religions- und Geistesgeschichte. Jg. 1 (1948), H. 2, S. 97–123.
- Emanuel Swedenborg. Naturforscher und Seher. München 1948.
- Menschenwürde und Menschenrecht in der Geistesgeschichte der Ostkirche. In: Die Ostkirche und die russische Christenheit. Tübingen 1949.
- Wichern und der Sozialismus. Evangelisches Verlagswerk, Stuttgart 1949.
- Wittenberg und Byzanz. Zur Begegnung und Auseinandersetzung der Reformation und der östlich-orthodoxen Kirche. Marburg an der Lahn 1949.
- Die abendländische Sendung der östlich-orthodoxen Kirche. Die russische Kirche und das abendländische Christentum im Zeitalter der Heiligen Allianz (= Abhandlungen der Akademie der Wissenschaften und der Literatur. Geistes- und sozialwissenschaftliche Klasse. Jahrgang 1950, Band 8). Verlag der Wissenschaften und der Literatur in Mainz (in Kommission bei Franz Steiner Verlag, Wiesbaden).
- Der gekreuzigte Gerechte bei Plato, im Neuen Testament und in der alten Kirche (= Abhandlungen der Akademie der Wissenschaften und der Literatur. Geistes- und sozialwissenschaftliche Klasse. Jahrgang 1950, Band 12). Verlag der Wissenschaften und der Literatur in Mainz (in Kommission bei Franz Steiner Verlag, Wiesbaden).
- Indische Einflüsse auf die frühchristliche Theologie (= Abhandlungen der Akademie der Wissenschaften und der Literatur. Geistes- und sozialwissenschaftliche Klasse. Jahrgang 1951, Band 3). Verlag der Wissenschaften und der Literatur in Mainz (in Kommission bei Franz Steiner Verlag, Wiesbaden).
- Paulus als Visionär (= Abhandlungen der Akademie der Wissenschaften und der Literatur. Geistes- und sozialwissenschaftliche Klasse. Jahrgang 1952, Band 2).
- Die Ostkirche im Lichte der protestantischen Geschichtsschreibung von der Reformation bis zur Gegenwart (= Orbis academicus. Band III/1). Alber, Freiburg/München 1952, ISBN 3-495-44104-2.
- Russische Heiligenlegenden. Die Waage, Zürich 1953; Diogenes Taschenbuch, Zürich 1987.
- Augustins Lehre von der Kirche. Zum 1600jährigen Geburtstag Augustins am 13. November 1954 (= Abhandlungen der Akademie der Wissenschaften und der Literatur. Geistes- und sozialwissenschaftliche Klasse. Jahrgang 1954, Band 2).
- Schellings theologische Geistesahnen. Verlag der Akademie der Wissenschaften und der Literatur in Mainz. In Kommission bei Franz Steiner Verlag, Wiesbaden 1955 (= Akademie der Wissenschaften und der Literatur. Abhandlungen der geistes- und sozialwissenschaftlichen Klasse. Jahrgang 1955, Nr. 3).
- Franz von Baader und Kotzebue. Das Rußlandbild der Restaurationszeit (= Abhandlungen der geistes- und sozialwissenschaftlichen Klasse der Akademie der Wissenschaften und der Literatur in Mainz. Jahrgang 1957, Nr. 2).
- Der Prophet Jakob Boehme. Eine Studie über den Typus nachreformatorischen Prophetentums (= Abhandlungen der geistes- und sozialwissenschaftlichen Klasse der Akademie der Wissenschaften und der Literatur in Mainz. Jahrgang 1959, Nr. 3).
- Die Bedeutung der griechischen Kirche für das Abendland (= Abhandlungen der geistes- und sozialwissenschaftlichen Klasse der Akademie der Wissenschaften und der Literatur in Mainz. Jahrgang 1959, Nr. 5).
- Geist und Leben der Ostkirche. Rowohlt, Hamburg 1957 (= Rowohlts deutsche Enzyklopädie. Band 40). Erweiterte Ausgabe: Fink, München 1971; 3. Auflage ebenda 1988.
- Ideen zu einer Theologie der Religionsgeschichte (= Abhandlungen der geistes- und sozialwissenschaftlichen Klasse der Akademie der Wissenschaften und der Literatur in Mainz. Jahrgang 1960, Nr. 5).
- Der Übermensch. Eine Diskussion. Rhein-Verlag, Zürich 1961.
- ZEN in westlicher Sicht. Zen Buddhismus – Zen Snobismus. Otto Wilhelm Barth, Weilheim 1962.
- Die protestantische Thebais. Zur Nachwirkung Makarios des Ägypters im Protestantismus des 17. und 18. Jahrhunderts in Europa und Amerika (= Abhandlungen der geistes- und sozialwissenschaftlichen Klasse der Akademie der Wissenschaften und der Literatur in Mainz. Jahrgang 1963, Nr. 1).
- Die russische Kirche und das abendländische Christentum. Nymphenburger, München 1966, 186 S. (in memoriam: Leo A. Zander † 17. Dezember 1964).
- Les sources mystiques de la philosophie romantique allemande. Vrin, Paris 1968.
- Die Vision. Erfahrungsformen und Bilderwelt. Ernst Klett, Stuttgart 1969.
- Der heilige Geist in Amerika. Diederichs, Düsseldorf 1970.
- Beschreibung des Christentums. Eine historische Phänomenologie. Deutscher Taschenbuch-Verlag, München 1975; durchgesehene und erweiterte Neuausgabe: Klett-Cotta, Stuttgart 1993.
- Kosmische Bruderschaft: die Pluralität der Welten. Zur Ideengeschichte des UFO-Glaubens. Aurum, Freiburg 1978; 2. Auflage 1990 unter dem Titel: Ausserirdische Welten. Von Kopernikus zu den Ufos.